# 1614
Portal Geschichte | Portal Biografien | Aktuelle Ereignisse | Jahreskalender | Tagesartikel

◄ |
16. Jahrhundert |
17. Jahrhundert
| 18. Jahrhundert | ►

◄ |
1580er |
1590er |
1600er |
1610er
| 1620er | 1630er | 1640er | ►

◄◄ |
◄ |
1610 |
1611 |
1612 |
1613 |
1614
| 1615 | 1616 | 1617 | 1618 | ► | ►►
Staatsoberhäupter  · Nekrolog   · Musikjahr
| Januar | Januar | Januar | Januar | Januar | Januar | Januar | Januar |
| Kw     | Mo     | Di     | Mi     | Do     | Fr     | Sa     | So     |
| 1      |        |        | 1      | 2      | 3      | 4      | 5      |
| 2      | 6      | 7      | 8      | 9      | 10     | 11     | 12     |
| 3      | 13     | 14     | 15     | 16     | 17     | 18     | 19     |
| 4      | 20     | 21     | 22     | 23     | 24     | 25     | 26     |
| 5      | 27     | 28     | 29     | 30     | 31     |        |        |
| ------ | ------ | ------ | ------ | ------ | ------ | ------ | ------ |

| Februar | Februar | Februar | Februar | Februar | Februar | Februar | Februar |
| Kw      | Mo      | Di      | Mi      | Do      | Fr      | Sa      | So      |
| 5       |         |         |         |         |         | 1       | 2       |
| 6       | 3       | 4       | 5       | 6       | 7       | 8       | 9       |
| 7       | 10      | 11      | 12      | 13      | 14      | 15      | 16      |
| 8       | 17      | 18      | 19      | 20      | 21      | 22      | 23      |
| 9       | 24      | 25      | 26      | 27      | 28      |         |         |
| ------- | ------- | ------- | ------- | ------- | ------- | ------- | ------- |

| März | März | März | März | März | März | März | März |
| Kw   | Mo   | Di   | Mi   | Do   | Fr   | Sa   | So   |
| 9    |      |      |      |      |      | 1    | 2    |
| 10   | 3    | 4    | 5    | 6    | 7    | 8    | 9    |
| 11   | 10   | 11   | 12   | 13   | 14   | 15   | 16   |
| 12   | 17   | 18   | 19   | 20   | 21   | 22   | 23   |
| 13   | 24   | 25   | 26   | 27   | 28   | 29   | 30   |
| 14   | 31   |      |      |      |      |      |      |
| ---- | ---- | ---- | ---- | ---- | ---- | ---- | ---- |

| April | April | April | April | April | April | April | April |
| Kw    | Mo    | Di    | Mi    | Do    | Fr    | Sa    | So    |
| 14    |       | 1     | 2     | 3     | 4     | 5     | 6     |
| 15    | 7     | 8     | 9     | 10    | 11    | 12    | 13    |
| 16    | 14    | 15    | 16    | 17    | 18    | 19    | 20    |
| 17    | 21    | 22    | 23    | 24    | 25    | 26    | 27    |
| 18    | 28    | 29    | 30    |       |       |       |       |
| ----- | ----- | ----- | ----- | ----- | ----- | ----- | ----- |

| Mai | Mai | Mai | Mai | Mai | Mai | Mai | Mai |
| Kw  | Mo  | Di  | Mi  | Do  | Fr  | Sa  | So  |
| 18  |     |     |     | 1   | 2   | 3   | 4   |
| 19  | 5   | 6   | 7   | 8   | 9   | 10  | 11  |
| 20  | 12  | 13  | 14  | 15  | 16  | 17  | 18  |
| 21  | 19  | 20  | 21  | 22  | 23  | 24  | 25  |
| 22  | 26  | 27  | 28  | 29  | 30  | 31  |     |
| --- | --- | --- | --- | --- | --- | --- | --- |

| Juni | Juni | Juni | Juni | Juni | Juni | Juni | Juni |
| Kw   | Mo   | Di   | Mi   | Do   | Fr   | Sa   | So   |
| 22   |      |      |      |      |      |      | 1    |
| 23   | 2    | 3    | 4    | 5    | 6    | 7    | 8    |
| 24   | 9    | 10   | 11   | 12   | 13   | 14   | 15   |
| 25   | 16   | 17   | 18   | 19   | 20   | 21   | 22   |
| 26   | 23   | 24   | 25   | 26   | 27   | 28   | 29   |
| 27   | 30   |      |      |      |      |      |      |
| ---- | ---- | ---- | ---- | ---- | ---- | ---- | ---- |

| Juli | Juli | Juli | Juli | Juli | Juli | Juli | Juli |
| Kw   | Mo   | Di   | Mi   | Do   | Fr   | Sa   | So   |
| 27   |      | 1    | 2    | 3    | 4    | 5    | 6    |
| 28   | 7    | 8    | 9    | 10   | 11   | 12   | 13   |
| 29   | 14   | 15   | 16   | 17   | 18   | 19   | 20   |
| 30   | 21   | 22   | 23   | 24   | 25   | 26   | 27   |
| 31   | 28   | 29   | 30   | 31   |      |      |      |
| ---- | ---- | ---- | ---- | ---- | ---- | ---- | ---- |

| August | August | August | August | August | August | August | August |
| Kw     | Mo     | Di     | Mi     | Do     | Fr     | Sa     | So     |
| 31     |        |        |        |        | 1      | 2      | 3      |
| 32     | 4      | 5      | 6      | 7      | 8      | 9      | 10     |
| 33     | 11     | 12     | 13     | 14     | 15     | 16     | 17     |
| 34     | 18     | 19     | 20     | 21     | 22     | 23     | 24     |
| 35     | 25     | 26     | 27     | 28     | 29     | 30     | 31     |
| ------ | ------ | ------ | ------ | ------ | ------ | ------ | ------ |

| September | September | September | September | September | September | September | September |
| Kw        | Mo        | Di        | Mi        | Do        | Fr        | Sa        | So        |
| 36        | 1         | 2         | 3         | 4         | 5         | 6         | 7         |
| 37        | 8         | 9         | 10        | 11        | 12        | 13        | 14        |
| 38        | 15        | 16        | 17        | 18        | 19        | 20        | 21        |
| 39        | 22        | 23        | 24        | 25        | 26        | 27        | 28        |
| 40        | 29        | 30        |           |           |           |           |           |
| --------- | --------- | --------- | --------- | --------- | --------- | --------- | --------- |

| Oktober | Oktober | Oktober | Oktober | Oktober | Oktober | Oktober | Oktober |
| Kw      | Mo      | Di      | Mi      | Do      | Fr      | Sa      | So      |
| 40      |         |         | 1       | 2       | 3       | 4       | 5       |
| 41      | 6       | 7       | 8       | 9       | 10      | 11      | 12      |
| 42      | 13      | 14      | 15      | 16      | 17      | 18      | 19      |
| 43      | 20      | 21      | 22      | 23      | 24      | 25      | 26      |
| 44      | 27      | 28      | 29      | 30      | 31      |         |         |
| ------- | ------- | ------- | ------- | ------- | ------- | ------- | ------- |

| November | November | November | November | November | November | November | November |
| Kw       | Mo       | Di       | Mi       | Do       | Fr       | Sa       | So       |
| 44       |          |          |          |          |          | 1        | 2        |
| 45       | 3        | 4        | 5        | 6        | 7        | 8        | 9        |
| 46       | 10       | 11       | 12       | 13       | 14       | 15       | 16       |
| 47       | 17       | 18       | 19       | 20       | 21       | 22       | 23       |
| 48       | 24       | 25       | 26       | 27       | 28       | 29       | 30       |
| -------- | -------- | -------- | -------- | -------- | -------- | -------- | -------- |

| Dezember | Dezember | Dezember | Dezember | Dezember | Dezember | Dezember | Dezember |
| Kw       | Mo       | Di       | Mi       | Do       | Fr       | Sa       | So       |
| 49       | 1        | 2        | 3        | 4        | 5        | 6        | 7        |
| 50       | 8        | 9        | 10       | 11       | 12       | 13       | 14       |
| 51       | 15       | 16       | 17       | 18       | 19       | 20       | 21       |
| 52       | 22       | 23       | 24       | 25       | 26       | 27       | 28       |
| 1        | 29       | 30       | 31       |          |          |          |          |
| -------- | -------- | -------- | -------- | -------- | -------- | -------- | -------- |

| Januar | Januar | Januar | Januar | Januar | Januar | Januar | Januar |
| Kw     | Mo     | Di     | Mi     | Do     | Fr     | Sa     | So     |
| 1      |        |        | 1      | 2      | 3      | 4      | 5      |
| 2      | 6      | 7      | 8      | 9      | 10     | 11     | 12     |
| 3      | 13     | 14     | 15     | 16     | 17     | 18     | 19     |
| 4      | 20     | 21     | 22     | 23     | 24     | 25     | 26     |
| 5      | 27     | 28     | 29     | 30     | 31     |        |        |
| ------ | ------ | ------ | ------ | ------ | ------ | ------ | ------ |

| Februar | Februar | Februar | Februar | Februar | Februar | Februar | Februar |
| Kw      | Mo      | Di      | Mi      | Do      | Fr      | Sa      | So      |
| 5       |         |         |         |         |         | 1       | 2       |
| 6       | 3       | 4       | 5       | 6       | 7       | 8       | 9       |
| 7       | 10      | 11      | 12      | 13      | 14      | 15      | 16      |
| 8       | 17      | 18      | 19      | 20      | 21      | 22      | 23      |
| 9       | 24      | 25      | 26      | 27      | 28      |         |         |
| ------- | ------- | ------- | ------- | ------- | ------- | ------- | ------- |

| März | März | März | März | März | März | März | März |
| Kw   | Mo   | Di   | Mi   | Do   | Fr   | Sa   | So   |
| 9    |      |      |      |      |      | 1    | 2    |
| 10   | 3    | 4    | 5    | 6    | 7    | 8    | 9    |
| 11   | 10   | 11   | 12   | 13   | 14   | 15   | 16   |
| 12   | 17   | 18   | 19   | 20   | 21   | 22   | 23   |
| 13   | 24   | 25   | 26   | 27   | 28   | 29   | 30   |
| 14   | 31   |      |      |      |      |      |      |
| ---- | ---- | ---- | ---- | ---- | ---- | ---- | ---- |

| April | April | April | April | April | April | April | April |
| Kw    | Mo    | Di    | Mi    | Do    | Fr    | Sa    | So    |
| 14    |       | 1     | 2     | 3     | 4     | 5     | 6     |
| 15    | 7     | 8     | 9     | 10    | 11    | 12    | 13    |
| 16    | 14    | 15    | 16    | 17    | 18    | 19    | 20    |
| 17    | 21    | 22    | 23    | 24    | 25    | 26    | 27    |
| 18    | 28    | 29    | 30    |       |       |       |       |
| ----- | ----- | ----- | ----- | ----- | ----- | ----- | ----- |

| Mai | Mai | Mai | Mai | Mai | Mai | Mai | Mai |
| Kw  | Mo  | Di  | Mi  | Do  | Fr  | Sa  | So  |
| 18  |     |     |     | 1   | 2   | 3   | 4   |
| 19  | 5   | 6   | 7   | 8   | 9   | 10  | 11  |
| 20  | 12  | 13  | 14  | 15  | 16  | 17  | 18  |
| 21  | 19  | 20  | 21  | 22  | 23  | 24  | 25  |
| 22  | 26  | 27  | 28  | 29  | 30  | 31  |     |
| --- | --- | --- | --- | --- | --- | --- | --- |

| Juni | Juni | Juni | Juni | Juni | Juni | Juni | Juni |
| Kw   | Mo   | Di   | Mi   | Do   | Fr   | Sa   | So   |
| 22   |      |      |      |      |      |      | 1    |
| 23   | 2    | 3    | 4    | 5    | 6    | 7    | 8    |
| 24   | 9    | 10   | 11   | 12   | 13   | 14   | 15   |
| 25   | 16   | 17   | 18   | 19   | 20   | 21   | 22   |
| 26   | 23   | 24   | 25   | 26   | 27   | 28   | 29   |
| 27   | 30   |      |      |      |      |      |      |
| ---- | ---- | ---- | ---- | ---- | ---- | ---- | ---- |

| Juli | Juli | Juli | Juli | Juli | Juli | Juli | Juli |
| Kw   | Mo   | Di   | Mi   | Do   | Fr   | Sa   | So   |
| 27   |      | 1    | 2    | 3    | 4    | 5    | 6    |
| 28   | 7    | 8    | 9    | 10   | 11   | 12   | 13   |
| 29   | 14   | 15   | 16   | 17   | 18   | 19   | 20   |
| 30   | 21   | 22   | 23   | 24   | 25   | 26   | 27   |
| 31   | 28   | 29   | 30   | 31   |      |      |      |
| ---- | ---- | ---- | ---- | ---- | ---- | ---- | ---- |

| August | August | August | August | August | August | August | August |
| Kw     | Mo     | Di     | Mi     | Do     | Fr     | Sa     | So     |
| 31     |        |        |        |        | 1      | 2      | 3      |
| 32     | 4      | 5      | 6      | 7      | 8      | 9      | 10     |
| 33     | 11     | 12     | 13     | 14     | 15     | 16     | 17     |
| 34     | 18     | 19     | 20     | 21     | 22     | 23     | 24     |
| 35     | 25     | 26     | 27     | 28     | 29     | 30     | 31     |
| ------ | ------ | ------ | ------ | ------ | ------ | ------ | ------ |

| September | September | September | September | September | September | September | September |
| Kw        | Mo        | Di        | Mi        | Do        | Fr        | Sa        | So        |
| 36        | 1         | 2         | 3         | 4         | 5         | 6         | 7         |
| 37        | 8         | 9         | 10        | 11        | 12        | 13        | 14        |
| 38        | 15        | 16        | 17        | 18        | 19        | 20        | 21        |
| 39        | 22        | 23        | 24        | 25        | 26        | 27        | 28        |
| 40        | 29        | 30        |           |           |           |           |           |
| --------- | --------- | --------- | --------- | --------- | --------- | --------- | --------- |

| Oktober | Oktober | Oktober | Oktober | Oktober | Oktober | Oktober | Oktober |
| Kw      | Mo      | Di      | Mi      | Do      | Fr      | Sa      | So      |
| 40      |         |         | 1       | 2       | 3       | 4       | 5       |
| 41      | 6       | 7       | 8       | 9       | 10      | 11      | 12      |
| 42      | 13      | 14      | 15      | 16      | 17      | 18      | 19      |
| 43      | 20      | 21      | 22      | 23      | 24      | 25      | 26      |
| 44      | 27      | 28      | 29      | 30      | 31      |         |         |
| ------- | ------- | ------- | ------- | ------- | ------- | ------- | ------- |

| November | November | November | November | November | November | November | November |
| Kw       | Mo       | Di       | Mi       | Do       | Fr       | Sa       | So       |
| 44       |          |          |          |          |          | 1        | 2        |
| 45       | 3        | 4        | 5        | 6        | 7        | 8        | 9        |
| 46       | 10       | 11       | 12       | 13       | 14       | 15       | 16       |
| 47       | 17       | 18       | 19       | 20       | 21       | 22       | 23       |
| 48       | 24       | 25       | 26       | 27       | 28       | 29       | 30       |
| -------- | -------- | -------- | -------- | -------- | -------- | -------- | -------- |

| Dezember | Dezember | Dezember | Dezember | Dezember | Dezember | Dezember | Dezember |
| Kw       | Mo       | Di       | Mi       | Do       | Fr       | Sa       | So       |
| 49       | 1        | 2        | 3        | 4        | 5        | 6        | 7        |
| 50       | 8        | 9        | 10       | 11       | 12       | 13       | 14       |
| 51       | 15       | 16       | 17       | 18       | 19       | 20       | 21       |
| 52       | 22       | 23       | 24       | 25       | 26       | 27       | 28       |
| 1        | 29       | 30       | 31       |          |          |          |          |
| -------- | -------- | -------- | -------- | -------- | -------- | -------- | -------- |

## Ereignisse

### Politik und Weltgeschehen

#### Heiliges Römisches Reich
- 25. Mai: Wolfgang Wilhelm, Thronfolger in Pfalz-Neuburg, verkündet in der Kirche Sankt Lambertus in Düsseldorf feierlich seine Konversion vom Protestantismus zum Katholizismus. Sein Vater, der regierende Pfalzgraf und Herzog Philipp Ludwig, ist tief erschüttert von dieser Nachricht und beruft den Landtag für den 28. August ein, vermutlich um seinen Sohn zu enterben. Kurz davor, am 22. August, stirbt Philipp Ludwig jedoch überraschend und Wolfgang Wilhelm wird Pfalzgraf und Herzog, womit das Land von der Protestantischen Union zur Katholischen Liga wechselt.

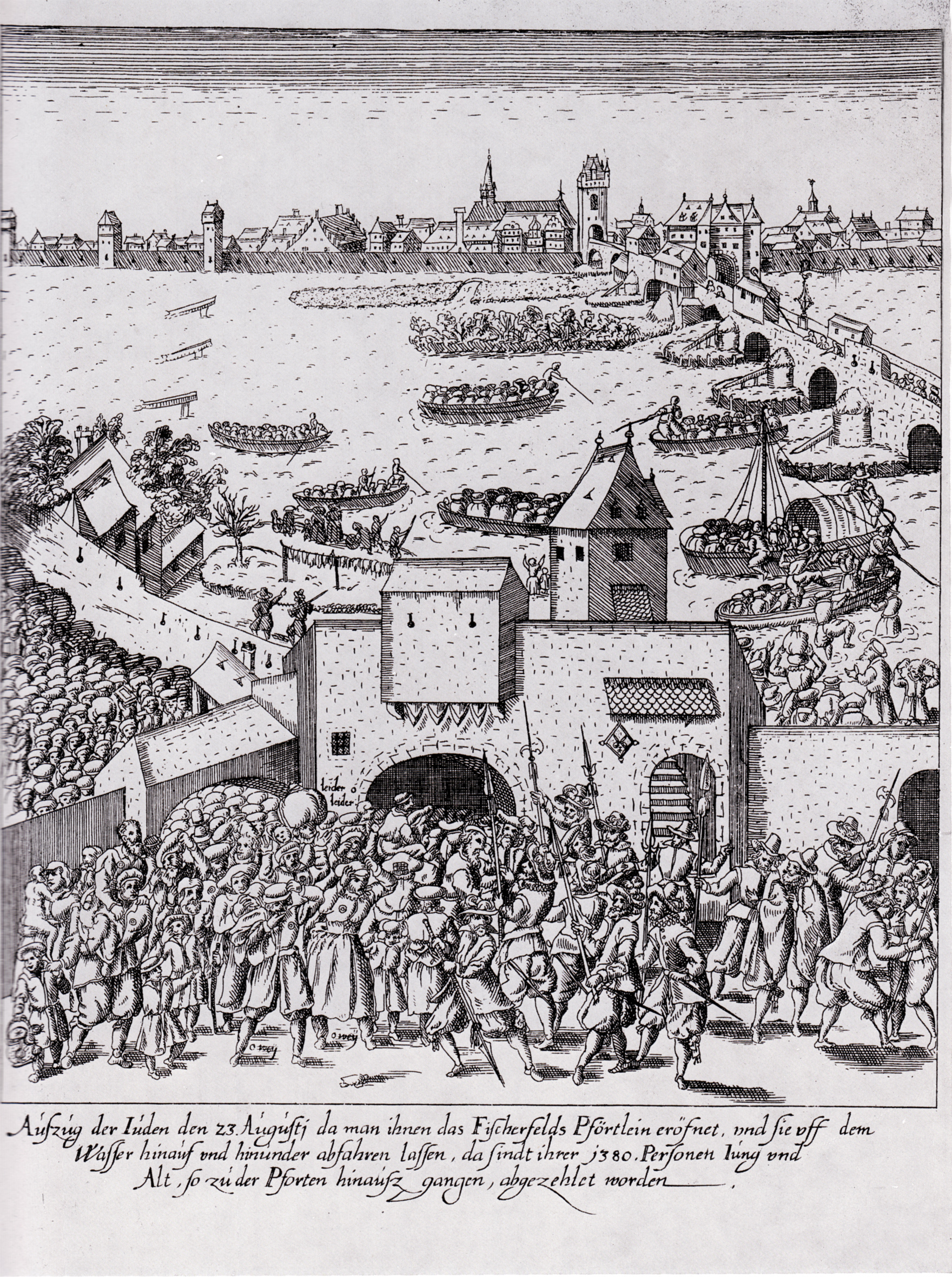
Die Vertreibung der Juden aus Frankfurt

- 22. August: Der Fettmilch-Aufstand gegen die Misswirtschaft in der Freien Reichsstadt Frankfurt am Main eskaliert und mündet in eine von dem Lebkuchenbäcker Vinzenz Fettmilch angeführte judenfeindliche Revolte und einem Pogrom in der Frankfurter Judengasse.
- 12. November: Im Vertrag von Xanten wird der Jülich-Klevische Erbfolgestreit beigelegt, der Dortmunder Rezess von 1609 außer Kraft gesetzt und damit eine Auseinandersetzung auf europäischer Ebene abgewendet. Im Vertrag fällt das Herzogtum Kleve an Kurbrandenburg, das Herzogtum Berg an Pfalz-Neuburg. Brandenburg erhebt außerdem Anspruch auf die Reichsstadt Herford, die sich in ihren Freiheiten bedroht sieht.

#### Weitere Ereignisse in Europa
- Anlässlich der Volljährigkeit von König Ludwig XIII. erfolgt die letzte Einberufung der französischen Generalstände vor 1789.
- Die spätere Hauptstadt von Albanien, Tirana, wird gegründet: Der aus Mullet bei Petrela stammende, lokale Großgrundbesitzer Sulejman Bargjini Pascha errichtet an der heutigen Stelle erstmals eine Moschee, eine Bäckerei und einen Hammām.
- Mit dem St Thomas Tower wird auf Malta unter der Herrschaft von Großmeister Alof de Wignacourt der vierte der Wignacourt Towers zur Verteidigung der Insel errichtet.

#### Asien
- 8. November: Der Samurai Justo Takayama wird gemeinsam mit 3000 anderen Menschen wegen seines christlichen Glaubens aus Japan ausgewiesen. Die Flüchtlinge gründen am 21. Dezember den Ort Dilao im Bezirk Paco von Manila.
- Der Toyotomi-Klan baut die Burg Ōsaka wieder auf. Am 19. November beginnt die Belagerung von Osaka durch das Tokugawa-Shōgunat. Die Truppen von Tokugawa Ieyasu ziehen gegen Toyotomi Hideyori.
- Die Befriedung der Rajputen erfolgt unter Jahangir.

#### Afrika
- Das äthiopische Königreich Janjero erhält erstmals Besuch von Europäern, bleibt aber auch in den nächsten Jahrzehnten weitgehend isoliert.

#### Entdeckungsfahrten
- Joris van Spilbergen beginnt im Auftrag der Niederländischen Ostindien-Kompanie eine dreijährige Reise um die Welt.
- Adriaen Block unternimmt eine Seereise im Osten Nordamerikas auf den Spuren Henry Hudsons.

### Wirtschaft
- 1. Juli: Die Handelsgesellschaft der Welser in Augsburg ist zahlungsunfähig.
- Das außerhalb von Amsterdam gelegene Gebiet Lastage bei Nieuwmarkt wird ausgebaut und eine Waage errichtet.
- Die Glashütte Silberhütte wird gegründet.

### Wissenschaft und Technik

#### Lehre und Forschung
- 23. August: In Groningen wird die Reichsuniversität gegründet. Erster Rektor wird Ubbo Emmius.
- 10. September: Fürstbischof Dietrich von Fürstenberg gründet die Jesuitenuniversität in Paderborn mit einer theologischen und einer philosophischen Fakultät.

#### Mathematik
- Der schottische Mathematiker und Naturgelehrte John Napier veröffentlicht in seinem Werk Mirifici Logarithmorum Canonis Descriptio die erste Logarithmentafel.

### Kultur

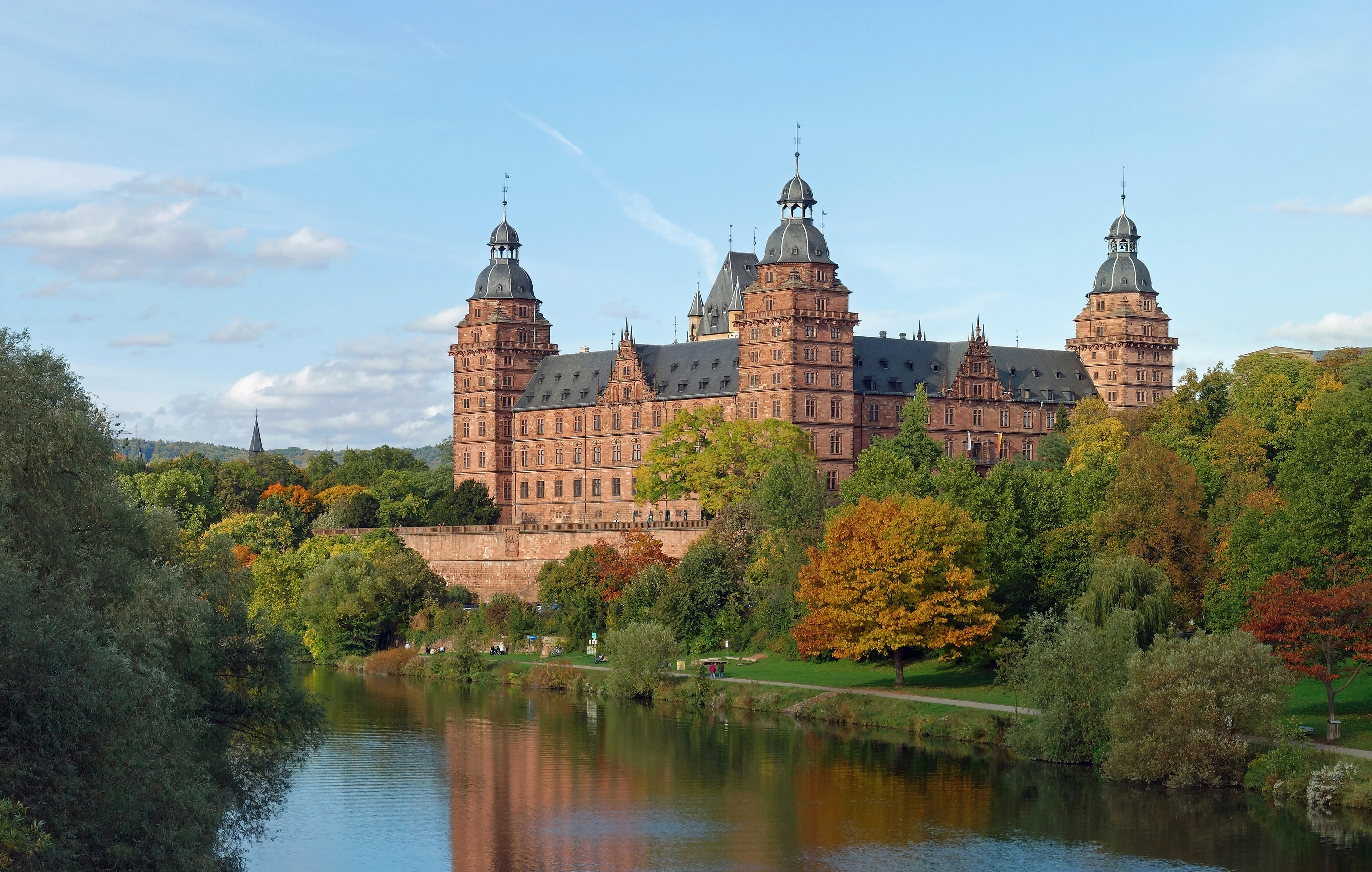
Schloss Johannisburg

- 17. Februar: Der Mainzer Kurfürst und Erzbischof Johann Schweikhard von Cronberg weiht das von ihm als zweite Residenz in Auftrag gegebene und von Georg Ridinger in neunjähriger Bauzeit im Stil der Renaissance errichtete Schloss Johannisburg in Aschaffenburg.

### Religion
Die erste amtliche Ausgabe des Rituale Romanum, das Rituale Romanum Pauli Quinti Pontifici Maximi Iussu editum, erscheint unter Papst Paul V. und spiegelt den Tridentinischen Ritus wider.

## Historische Karten und Ansichten

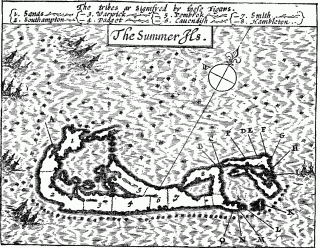
John Smith: Bermuda, 1614

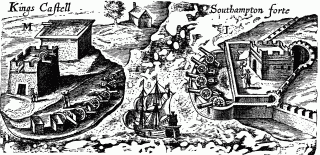
Castle Harbour, Bermuda, 1614

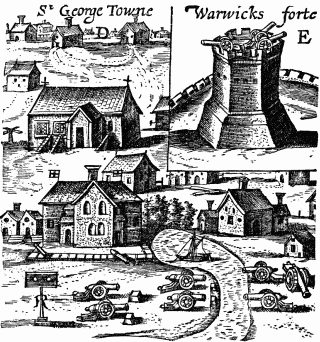
St. George, Bermuda, 1614

## Geboren

### Erstes Halbjahr
- 05. Januar: Johannes Koch von Gailenbach, Augsburger Patrizier, Oberkirchenpfleger und Geheimer Rat († 1693)
- 05. Januar: Leopold Wilhelm von Österreich, Statthalter der spanischen Niederlande, Feldherr und Kunstmäzen († 1662)
- 10. Januar: Kanō Yasunobu, japanischer Maler († 1685)
- 24. Januar: Timotheus Ritzsch, deutscher Buchdrucker; Buchhändler und Herausgeber der ersten deutschen Tageszeitung († 1678)
- 27. Januar: Anna Katharina Dorothea von Salm-Kyrburg, Herzogin von Württemberg († 1655)
- 02. Februar: William Forbes, schottischer Soldat und Söldner in schwedischen Diensten († 1654)
- 02. Februar: Heinrich Henrich, Schweizer Jesuit, Hochschullehrer und Bühnenautor († 1682)
- 06. Februar: Hans Rudolf Werdmüller, Schweizer Offizier († 1677)
- 15. März: Franciscus Sylvius, hessisch-niederländischer Arzt, Anatom und Naturwissenschaftler († 1672)
- 25. März: Juan Carreño de Miranda, spanischer Maler († 1685)
- 02. April: Jahanara, indische Prinzessin († 1681)
- 04. April: Henri II. de Lorraine, Herzog von Guise († 1664)
- 09. April: Francisco Rizi, spanischer Maler († 1685)
- 11. April: Hélène Fourment, zweite Ehefrau und Modell von Peter Paul Rubens († 1673)
- 24. April: Martin Geier, deutscher lutherischer Theologe († 1680)
- 25. April: Hieronymus van Beverningh, niederländischer Staatsmann und Diplomat († 1690)
- 25. April: Marc’Antonio Pasqualini, italienischer Sopran-Kastrat († 1691)
- 02. Mai: Christian Reichsgraf zu Rantzau, Statthalter im königlich-dänischen Teil von Schleswig-Holstein († 1663)
- 13. Juni: Moritz von Hessen-Kassel, landgräflicher Prinz, Soldat im Dreißigjährigen Krieg († 1633)
- 15. Juni: Emilie von Oldenburg, Regentin der Grafschaft Schwarzburg-Rudolstadt († 1670)

### Zweites Halbjahr
- 10. Juli: Arthur Annesley, irischer Adliger († 1686)
- 23. Juli: Bonaventura Peeters, flämischer Maler, Zeichner, Radierer und Dichter († 1652)
- 13. August: August, Herzog von Sachsen-Weißenfels († 1680)
- 16. August: Élisabeth de Bourbon-Vendôme, Herzogin von Nemours († 1664)
- 02. September: Claus von Ahlefeldt, Feldmarschall und Befehlshaber aller dänischen Streitkräfte in Norwegen († 1674)
- 17. September: Gustaf Otto Stenbock, schwedischer Reichsadmiral († 1685)
- 20. September: Martino Martini, österreichischer Jesuit, Kartograph und Historiker in China († 1661)
- 03. Oktober: Sigmund von Erlach, General in der Alten Eidgenossenschaft († 1699)
- 10. Oktober: Balthasar Cellarius, deutscher evangelischer Theologe († 1689)
- 02. November: Philipp Dietrich, Graf von Waldeck-Eisenberg († 1645)
- 22. November: Hieronymus Praetorius, deutscher Komponist und Organist († 1629)
- 04. Dezember: Hans Joachim Haltmeyer, Schweizer Apotheker und Bürgermeister von St. Gallen († 1687)
- 16. Dezember: Eberhard III., Herzog von Württemberg († 1674)

### Genaues Geburtsdatum unbekannt
- Balthasar Ableithner, deutscher Bildhauer († 1705)
- Juan de Arellano, spanischer Maler († 1676)
- Catherine Bellier, Madame de Beauvais, französische Adelige, Mätresse Ludwigs XIV. († 1689)
- Margaret Fell, englische Quäkerin († 1702)
- Lorenz von der Auferstehung, französischer Karmelit und Schriftsteller († 1691)
- Hans Wolff Schonat, deutscher Orgelbauer († ca. 1673)
- Franz Tunder, deutscher Komponist und Organist († 1667)
- Thomas Willeboirts, flämischer Historienmaler († 1654)
- John Wilkins, Bischof von Chester († 1672)

## Gestorben

### Erstes Halbjahr
- 12. Januar: Elisabeth von Bergh-s’Heerenberg, Fürstäbtissin des Stifts Essen (* 1581)
- 04. März: Gerhard Eobanus Geldenhauer, Magister und evangelischer Theologe (* 1537)
- 27. März: Christoph Murer, Schweizer Glasmaler, Buchillustrator und Dichter (* 1558)
- 02. April: Henri I. de Montmorency, Herzog von Montmorency, Marschall und Connétable von Frankreich (* 1534)

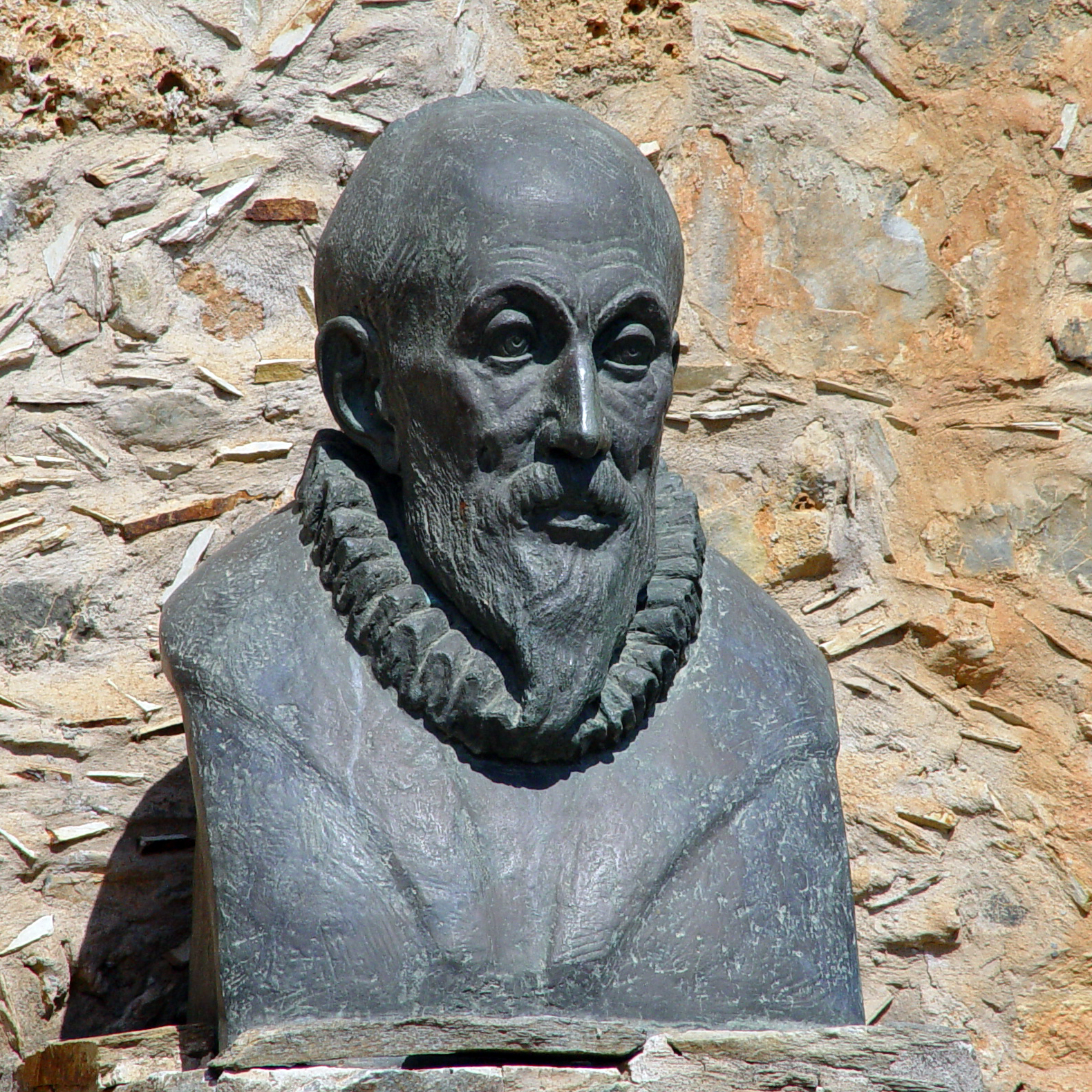
Büste El Grecos auf Kreta

- 06. oder 7. April: El Greco, griechisch-spanischer Maler (* um 1541)
- 21. Juni: Bartholomäus Scultetus, Görlitzer Bürgermeister und Mathematiker (* 1540)
- 23. Juni: Markus Welser, deutscher Humanist, Historiker, Verleger und Augsburger Bürgermeister (* 1558)
- 29. Juni: Wolf Jacob Stromer, Ratsbaumeister der Stadt Nürnberg (* 1561)

### Zweites Halbjahr
- 01. Juli: Isaac Casaubon, eidgenössischer gelehrter Protestant und Humanist (* 1559)
- 11. Juli: Maximiliana Maria, Prinzessin von Bayern (* 1552)
- 14. Juli: Kamillus von Lellis, italienischer Ordensgründer und Heiliger (* 1550)
- 28. Juli: Felix Platter, Basler Mediziner und Schriftsteller (* 1536)
- 03. August: François de Bourbon, Fürst von Conti, französischer Feldherr (* 1558)
- 05. August: Matthias Anomäus, deutscher Pädagoge, Mathematiker und Mediziner (* um 1550)
- 11. August: Lavinia Fontana, italienische Malerin des Manierismus (* 1552)
- 21. August: Elisabeth Báthory, ungarische Adlige und Serienmörderin (* 1560)
- 22. August: Philipp Ludwig, Pfalzgraf und Herzog von Pfalz-Neuburg (* 1547)
- 000September: Felice Anerio, italienischer Komponist (* 1560)
- 09. Oktober: Bonaventura Vulcanius, flämischer Gelehrter, Humanist und Übersetzer (* 1538)
- 23. Oktober: Pancraz Krüger, deutscher Humanist und Pädagoge (* 1546)
- 03. Dezember: Lazarus Röting, deutscher Maler (* 1549)
- 25. Dezember: Konoe Nobutada, japanischer Kalligraph und Regent (* 1565)
- 27. Dezember: Bartosz Paprocki, polnischer und tschechischer Schriftsteller, Historiker, Übersetzer, Dichter, Heraldiker und Pionier der polnischen und tschechischen Genealogie (* 1540/1543)